# Skoki do wody na Letnich Igrzyskach Olimpijskich 2016 – wieża 10 m indywidualnie kobiet

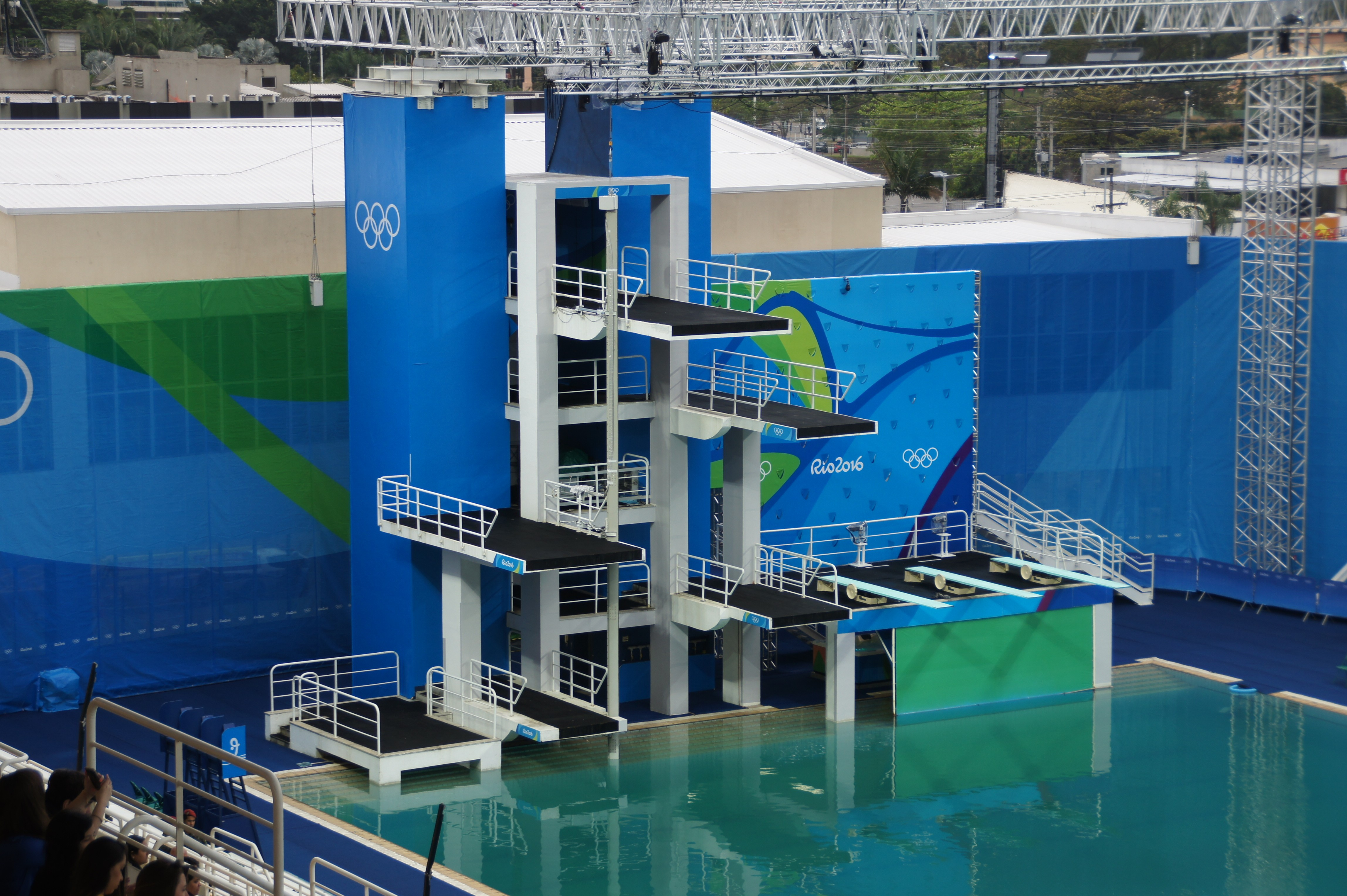
Wieża do skoków

Konkurs skoków do wody z wieży 10 m kobiet podczas Letnich Igrzysk Olimpijskich 2016 rozegrany został między 17 a 18 sierpnia. Zawody rozgrywane były w Maria Lenk Aquatics Center.

## Format
Konkurencja ta jest rozgrywana w trzech rundach:
- Runda eliminacyjna: Wszystkie 28 zawodniczek wykonuje po 5 skoków; najlepsza 18 awansuje do półfinału.
- Półfinał: 18 zawodniczek wykonuje po 5 skoków; wyniki z eliminacji nie są brane pod uwagę, do finału awansuje 12 najlepszych zawodniczek.
- Finał: 12 zawodniczek wykonuje po 5 skoków, wyniki z poprzednich rund nie są brane pod uwagę w ostatecznej klasyfikacji.[1].

## Terminarz
Czas BRT (UTC −03:00)
| Data             | Godzina | Runda      |
| ---------------- | ------- | ---------- |
| 17 sierpnia 2016 | 14:00   | Eliminacje |
| 18 sierpnia 2016 | 10:00   | Półfinał   |
| 18 sierpnia 2016 | 16:00   | Finał      |

## Wyniki[2]
| Pozycja | Zawodniczka           | Eliminacje | Eliminacje | Półfinał       | Półfinał       | Finał          | Finał          | Finał          | Finał          | Finał          | Finał          | Finał          |
| Pozycja | Zawodniczka           | Punkty     | Pozycja    | Punkty         | Pozycja        | Skok 1         | Skok 2         | Skok 3         | Skok 4         | Skok 5         | Suma punktów   | Pozycja        |
| ------- | --------------------- | ---------- | ---------- | -------------- | -------------- | -------------- | -------------- | -------------- | -------------- | -------------- | -------------- | -------------- |
| złoto   | Ren Qian              | 385,80     | 2          | 362,40         | 3              | 78,00          | 84,80          | 94,05          | 91,20          | 91,20          | 439,25         | 1              |
| srebro  | Si Yajie              | 397,45     | 1          | 389,30         | 1              | 81,00          | 86,40          | 86,40          | 79,20          | 86,40          | 419,40         | 2              |
| brąz    | Meaghan Benfeito      | 329,15     | 7          | 332,80         | 9              | 81,60          | 78,00          | 79,20          | 76,80          | 73,60          | 389,20         | 3              |
| 4       | Paola Espinosa        | 313,70     | 13         | 306,45         | 12             | 66,00          | 75,90          | 81,60          | 81,60          | 72,00          | 377,10         | 4              |
| 5       | Melissa Wu            | 342,80     | 4          | 346,00         | 4              | 73,50          | 72,00          | 75,60          | 81,60          | 66,50          | 368,30         | 5              |
| 6       | Roseline Filion       | 323,55     | 9          | 336,80         | 7              | 71,40          | 85,80          | 76,50          | 47,85          | 86,40          | 367,95         | 6              |
| 7       | Kim Un-hyang          | 289,45     | 18         | 343,70         | 5              | 70,50          | 72,00          | 56,10          | 82,50          | 76,80          | 357,90         | 7              |
| 8       | Minami Itahashi       | 320,20     | 10         | 335,55         | 8              | 73,60          | 58,50          | 69,30          | 72,00          | 83,20          | 356,60         | 8              |
| 9       | Nur Dhabitah Sabri    | 325,85     | 8          | 307,65         | 11             | 72,00          | 75,20          | 59,40          | 59,40          | 72,00          | 338,00         | 9              |
| 10      | Jessica Parratto      | 346,80     | 3          | 367,00         | 2              | 81,00          | 79,20          | 44,80          | 52,80          | 76,80          | 334,60         | 10             |
| 11      | Pandelela Rinong      | 332,45     | 6          | 336,95         | 6              | 72,00          | 53,65          | 72,00          | 73,60          | 59,20          | 330,45         | 11             |
| 12      | Tonia Couch           | 332,80     | 5          | 318,00         | 10             | 64,50          | 67,20          | 52,80          | 72,00          | 67,20          | 323,70         | 12             |
| 13      | Katrina Young         | 313,85     | 12         | 301,45         | 13             | Nie awansowała | Nie awansowała | Nie awansowała | Nie awansowała | Nie awansowała | Nie awansowała | Nie awansowała |
| 14      | Julija Prokopczuk     | 297,95     | 15         | 300,65         | 14             | Nie awansowała | Nie awansowała | Nie awansowała | Nie awansowała | Nie awansowała | Nie awansowała | Nie awansowała |
| 15      | Brittany O'Brien      | 290,30     | 17         | 300,05         | 15             | Nie awansowała | Nie awansowała | Nie awansowała | Nie awansowała | Nie awansowała | Nie awansowała | Nie awansowała |
| 16      | Hanna Krasnoszlyk     | 300,80     | 14         | 295,45         | 16             | Nie awansowała | Nie awansowała | Nie awansowała | Nie awansowała | Nie awansowała | Nie awansowała | Nie awansowała |
| 17      | Elena Wassen          | 291,90     | 16         | 276,70         | 17             | Nie awansowała | Nie awansowała | Nie awansowała | Nie awansowała | Nie awansowała | Nie awansowała | Nie awansowała |
| 18      | Jekaterina Pietuchowa | 317,25     | 11         | 259,50         | 18             | Nie awansowała | Nie awansowała | Nie awansowała | Nie awansowała | Nie awansowała | Nie awansowała | Nie awansowała |
| 19      | Laura Marino          | 289,35     | 19         | Nie awansowała | Nie awansowała | Nie awansowała | Nie awansowała | Nie awansowała | Nie awansowała | Nie awansowała | Nie awansowała | Nie awansowała |
| 20      | Alejandra Orozco      | 287,45     | 20         | Nie awansowała | Nie awansowała | Nie awansowała | Nie awansowała | Nie awansowała | Nie awansowała | Nie awansowała | Nie awansowała | Nie awansowała |
| 21      | Maria Kurjo           | 287,00     | 21         | Nie awansowała | Nie awansowała | Nie awansowała | Nie awansowała | Nie awansowała | Nie awansowała | Nie awansowała | Nie awansowała | Nie awansowała |
| 22      | Ingrid Oliveira       | 281,90     | 22         | Nie awansowała | Nie awansowała | Nie awansowała | Nie awansowała | Nie awansowała | Nie awansowała | Nie awansowała | Nie awansowała | Nie awansowała |
| 23      | Sarah Barrow          | 277,40     | 23         | Nie awansowała | Nie awansowała | Nie awansowała | Nie awansowała | Nie awansowała | Nie awansowała | Nie awansowała | Nie awansowała | Nie awansowała |
| 24      | Maha Gouda            | 276,15     | 24         | Nie awansowała | Nie awansowała | Nie awansowała | Nie awansowała | Nie awansowała | Nie awansowała | Nie awansowała | Nie awansowała | Nie awansowała |
| 25      | Kim Kuk-hyang         | 263,20     | 25         | Nie awansowała | Nie awansowała | Nie awansowała | Nie awansowała | Nie awansowała | Nie awansowała | Nie awansowała | Nie awansowała | Nie awansowała |
| 26      | Noemi Batki           | 256,90     | 26         | Nie awansowała | Nie awansowała | Nie awansowała | Nie awansowała | Nie awansowała | Nie awansowała | Nie awansowała | Nie awansowała | Nie awansowała |
| 27      | Villő Kormos          | 227,70     | 27         | Nie awansowała | Nie awansowała | Nie awansowała | Nie awansowała | Nie awansowała | Nie awansowała | Nie awansowała | Nie awansowała | Nie awansowała |
| 28      | Julija Timoszynina    | 212,25     | 28         | Nie awansowała | Nie awansowała | Nie awansowała | Nie awansowała | Nie awansowała | Nie awansowała | Nie awansowała | Nie awansowała | Nie awansowała |